# Флоря, Борис Николаевич
Бори́с Никола́евич Фло́ря (род. 8 декабря 1937, Москва, СССР) — советский и российский историк-славист. Доктор исторических наук (1979), член-корреспондент РАН по Отделению истории (отечественная история) с 25 мая 2000 года.

## Биография
Сын астронома Николая Фёдоровича Флори и Натальи Борисовны Григорьевой. Окончил исторический факультет МГУ (1960), специализировался по кафедре источниковедения истории СССР под руководством академика М. Н. Тихомирова.
После окончания университета — младший научный сотрудник Археографической комиссии АН СССР. С 1965 года работает в Институте славяноведения и балканистики АН СССР/РАН.
В 1969 году в Институте славяноведения и балканистики АН СССР защитил диссертацию на соискание учёной степени кандидата исторических наук по теме «Русско-польские отношения и балтийский вопрос в конце XVI — начале XVII вв.»
В 1979 году защитил диссертацию на соискание учёной степени доктора исторических наук по теме «Русско-польские отношения и политическое развитие Восточной Европы во второй половине XVI — начале XVII вв.» (специальность 07.00.03 — всеобщая история).
Член-корреспондент РАН с 26 мая 2000 года по Отделению истории (отечественная история).
В 1971—1972 и 1975—1976 годах проходил стажировку в Институте истории Польской АН. С 1994 года — профессор кафедры истории России до начала XIX века исторического факультета МГУ (в разное время читал спецкурсы «Россия и Тридцатилетняя война», «Опричнина Ивана Грозного», «Брестская уния 1596 г. и общественно-политическая борьба на Украине и в Белоруссии в конце XVI — первой половине XVII вв.», «Образование Древнерусского государства и его общественный строй», «Государство и церковь в российском Средневековье», «Русское общество и польско-литовская интервенция начала XVII в.», «Новгородское государство в ряду европейских государств», «Православие и католицизм в Европе в эпоху Средневековья» и др.). С 2005 года — заведующий отделом истории Средних веков Института славяноведения РАН.
Один из крупнейших специалистов по истории славянских народов в Средние века, в том числе в области изучения этнического самосознания, формирования славянской государственности и самобытной культуры, истории церкви и международных отношений.
Автор более 250 научных публикаций. Член редакционных коллегий журналов «Византийский временник», «Древняя Русь. Вопросы медиевистики», «Славяноведение» и «Средние века»; ответственный редактор ежегодника «Белоруссия и Украина: история и культура», член российско-польской, российско-литовской и российско-украинской комиссий историков. Являлся председателем экспертного совета РГНФ по отечественной истории до XX века.

## Награды и премии
- Награждён орденом Сергия Радонежского 2-й степени.
- Лауреат премий митрополита Макария (1997, 2001) и премии имени В. О. Ключевского РАН (2018).
- Офицерский крест Ордена Заслуг перед Республикой Польша (2015).
- Благодарность Президента Российской Федерации (5 февраля 2024 года) — за заслуги в развитии отечественной науки, многолетнюю плодотворную деятельность и в связи с 300-летием со дня основания Российской академии наук[4].

## Научные работы

### Книги
- Флоря Б. Н. Русско-польские отношения и балтийский вопрос в XVI — начале XVII в.. — М.: Наука, 1973. — 224 с.
- Флоря Б. Н. Русско-польские отношения и политическое развитие Восточной Европы во второй половине XVI — начале XVII в. / отв. ред. В. Д. Королюк. — М.: Наука, 1978. — 304 с. — 1800 экз. (обл.)
- Флоря Б. Н. Сказания о начале славянской письменности. — М.: Наука, 1981.
  - Флоря Б. Н. Сказания о начале славянской письменности. — Изд. 2-е. — СПб.: Алетейя, 2000. — 384 с. — (Славянская библиотека. Bibliotheca slavica). — 1500 экз. — ISBN 5-89329-328-2.
  - Флоря Б. Н. Сказания о начале славянской письменности. — Изд. 3-е. — СПб.: Алетейя, 2004.
- Пашуто В. Т., Флоря Б. Н., Хорошкевич А. Л. Древнерусское наследие и исторические судьбы восточного славянства / Академия наук СССР. Отделение истории. — М.: Наука, 1982. — 264 с. — (Киевская Русь и исторические судьбы восточных славян: К 1500-летию Киева). — 10 000 экз. (в пер., суперобл.)
- Флоря Б. Н. Россия и чешское восстание против Габсбургов / Отв. ред. А. С. Мыльников; АН СССР, Ин-т славяноведения и балканистики. — М.: Наука, 1986. — 208 с.
- Флоря Б. Н. Отношения государства и церкви у восточных и западных славян: (Эпоха Средневековья) / Отв. ред. Л. В. Милов; Ин-т славяноведения РАН. — М.: Наука, 1992.
- Флоря Б. Н. Иван Грозный. — М.: Молодая гвардия, 1999. — 404 с. — (Жизнь замечательных людей). — 5000 экз. — ISBN 5-235-02340-4. (в пер.)
  - Флоря Б. Н. Иван Грозный. — Изд. 2-е. — М.: Молодая гвардия, 2003. — 426 с. — (Жизнь замечательных людей). — 5000 экз. — ISBN 5-235-02648-9.
  - Флоря Б. Н. Иван Грозный. — Изд. 3-е. — М.: Молодая гвардия, 2009. — 482 с. — (Жизнь замечательных людей). — 5000 экз. — ISBN 978-5-235-03274-3.
- Флоря Б. Н., Турилов А. А., Иванов С. А. Судьбы Кирилло-Мефодиевской традиции после Кирилла и Мефодия. — СПб.: Алетейя, 2000. — 320 с. — (Славянская библиотека. Bibliotheca slavica). — 1500 экз. — ISBN 5-89329-232-4. (в пер.)
- Судьбы славянской письменности после Кирилла и Мефодия: Жития Климента Охридского в культурно-историческом контексте. СПб.: Алетейя, 2000. (Соавторы: С. А. Иванов, А. А. Турилов)[уточнить]
- Флоря Б. Н. У истоков религиозного раскола славянского мира (XIII в.). — СПб.: Алетейя, 2004. — 224 с. — (Славянская библиотека. Bibliotheca slavica). — 1200 экз. — ISBN 5-89329-681-8. (в пер.)
- Флоря Б. Н. Польско-литовская интервенция в России и русское общество / Институт славяноведения РАН. — М.: Индрик, 2005. — 416 с. — 800 экз. — ISBN 5-85759-303-4. (в пер.)
- Флоря Б. Н. Исследования по истории церкви: Древнерусское и славянское Средневековье. — М.: Церковно-научный центр «Православная энциклопедия», 2007. — 528 с. — 2000 экз. — ISBN 978-5-89572-020-2. (в пер.)
- История России с древнейших времен до конца XVII в.: Учебник для вузов / Авторы: Л. Н. Вдовина, Н. В. Козлова, Б. Н. Флоря; Под ред. Л. В. Милова. — М.: Эксмо, 2006. — 768 с. — 5000 экз. — ISBN 978-5-699-19820-7, ISBN 5-699-19820-2. (в пер.)
- Флоря Б. Н. Русское государство и его западные соседи (1655—1661 гг.) / Институт славяноведения РАН. — М.: Индрик, 2010. — 656 с. — 800 экз. — ISBN 978-5-91674-082-0. (в пер.)
- Флоря Б. Н. Внешнеполитическая программа А. Л. Ордина-Нащокина и попытки её осуществления / Институт славяноведения РАН. — М.: Индрик, 2013. — 448 с. — 800 экз. — ISBN 978-5-91674-267-1. (в пер.)
- Флоря Б. Н. Лекции по русской истории. — М.: Древлехранилище, 2021. — 544 с. — ISBN 978-5-93646-407-2.

### Статьи в энциклопедиях
- Антоний, Иоанн и Евстафий, мученики Виленские // Православная энциклопедия. М., 2001. Т. 2 (В соавт. с Г. Шлевисом)
- Арсений Элассонский (в соавт. с А. В. Маштафаровым); Архиерейский дом // Православная энциклопедия. М., 2002. Т. 3.
- Афанасий Кальнофойский; «Beatus Cyrillus» //Православная энциклопедия. Т. 4.
- Борживой; Борис и Глеб (Почитание в России — в соавт. с А. В. Назаренко); Борис Феодорович Годунов; Бояре митрополичьи (в соавт. с А. В. Маштафаровым); Брестская уния; Броневский, Мартин (в соавт. с Л. В. Соболевым); Варсонофий, еп. Смоленский // Православная энциклопедия. М., 2003. Т. 6.
- Василий II Васильевич Темный; Василий Иоаннович Шуйский; Великая Моравия // Православная энциклопедия. М., 2004. Т. 7. 13
- Виленский собор 1509 г.; Витовт; Владимиро-Волынская епархия (XIV — начало XVII в.) // Православная энциклопедия. М., 2004. Т. 8.
- Владислав (Ягайло); Владислав IV Ваза // Православная энциклопедия. М., 2005. Т. 9.
- Вячеслав (Чешский), св.; Галицкая епархия (XIV — начало XVI в.); Галицкая Русь (конец XIII в. — 1340 г.; Г. Р. в составе Польши); Гедимин // Православная энциклопедия. М., 2005. Т. 10.
- Гиакинф, св. // Православная энциклопедия. М., 2006. Т. 11.

### Статьи в сборниках и научных журналах
- Брестская уния 1596 г. и некоторые вопросы конфессиональных отношений на Украине и в Белоруссии в первой половине XVII века // Славяноведение. 1996. № 2. С. 22–32.
- Брестские синоды и Брестская уния // Славяне и их соседи. Вып. 3. Католицизм и православие в средние века. М., 1991. С. 59–75.
- Великое княжество Литовское и Рязанская земля в XV в. // Славяне в эпоху феодализма. М., 1978. С. 182-189.
- Восточные патриархи и западнорусская церковь // Брестская уния 1596 г. и общественно-политическая борьба на Украине и в Белоруссии в конце XVI - начале XVII века. Ч. 1. М., 1996. С. 117-130.
- Две грамоты князя Любарта (о луцкой епископской кафедре в первой половине XIV в.) // Древнейшие государства Восточной Европы. 1998 г.: Памяти А. П. Новосельцева. М., 2000. С. 250-254.
- Две грамоты Сахиб-Гирея // Славяне и их соседи. Вып. 10. М., 2001. С. 236-240.
- Епископы, православная знать и братства: Вопросы о реформе церкви в последних десятилетиях XVI века // Брестская уния 1596 г. и общественно-политическая борьба на Украине и в Белоруссии в конце XVI - начале XVII века. Ч. 1. М., 1996. С. 95-116.
- Иван Грозный — претендент на польскую корону // Исторический архив. 1992. № 1. С. 173-182.
- Историческая традиция об общественном строе средневекового Полоцка // Отечественная история. 1995. № 5. С. 110-116.
- Исторические судьбы Руси и этническое самосознание восточных славян в XII-XV вв. (К вопросу о зарождении восточнославянских народностей) // Славяноведение. 1993. № 2. С. 42-66. [То же: Этническое самосознание славян в XV столетии. М., 1995. С. 10-38].
- К генезису легенды о «дарах Мономаха» // Древнейшие государства на территории СССР: Материалы и исследования, 1987 г. М., 1989. С. 185-188.
- Киевская митрополития, Россия и казацкое восстание 1625 года // Славяне и их соседи. Вып. 7. М., 1999. С. 143-151.
- Кризис организационных структур православной церкви в XVI веке // Брестская уния 1596 г. и общественно-политическая борьба на Украине и в Белоруссии в конце XVI - начале XVII века. Ч. 1. М., 1996. С. 33-41.
- Литва и Русь перед битвой на Куликовом поле // Куликовская битва. М., 1980. С. 142-173.
- О «Летописце Быховца» // Источники и историография славянского средневековья: Сб. статей и материалов. М., 1967.
- О путях политической централизации Русского государства (на примере Тверской земли) // Общество и государство феодальной России. М., 1975. С. 287-298.
- О родовом землевладении князей Трубецких во второй половине XVI - начале XVII века // Архив русской истории. Вып. 7. М., 2002. С. 102-106.
- Орда и государства Восточной Европы в середине XV века: (1430—1460) // Славяне и их соседи. Вып. 10. М., 2001. С. 172-196.
- «Откровение» Мефодия Патарского и учение о Москве как «Третьем Риме» // Вестник церковной истории. — 2017. — № 1—2 (45—46). — С. 137—140.
- Отношение украинского казачества к Речи Посполитой во время казацких восстаний 20-30-х гг. XVII в. и на начальном этапе народно-освободительной войны // Славяноведение. 2002. № 2. С. 36-51.
- Подготовка Брестской унии и Ватикан // Брестская уния 1596 г. и общественно-политическая борьба на Украине и в Белоруссии в конце XVI - начале XVII века. Ч. 1. М., 1996. С. 169-176.
- Подготовка Брестской унии и политика духовной и светской власти Речи Посполитой // Брестская уния 1596 г. и общественно-политическая борьба на Украине и в Белоруссии в конце XVI - начале XVII века. Ч. 1. М., 1996. С. 155-168.
- Положение православной и католической церквей в Речи Посполитой: Развитие национально-конфессионального сознания западнорусского православного общества во второй половине XVI века // Брестская уния 1596 г. и общественно-политическая борьба на Украине и в Белоруссии в конце XVI - начале XVII века. Ч. 1. М., 1996. С. 85-94.
- Попытка осуществления церковной унии в Великом княжестве Литовском в последней четверти XV - начале XVI века // Славяне и их соседи. Вып. 7. М., 1999. С. 40-81.
- Попытки заключения церковной унии в Великом княжестве Литовском в конце XV в. и Брестская уния // Katolicyzm w Rosji i Prawosławie w Polsce. Warszawa, 1997. S. 77-86.
- Послание Иосифа Курцевича князю Григорию Четвертинскому // Славяне и их соседи. Вып. 3. М., 1991. С. 141-151.
- Прерогатива Сигизмунда III смоленской шляхте: К истории религиозной нетерпимости в Речи Посполитой первой половины XVII века // Славяне и их соседи. Вып. 7. М., 1999. С. 138-142.
- Прокопий Ляпунов и Сигизмунд III // Славянский альманах. 2000. М., 2001. С. 42-51.
- Русское государство и русский народ в оценке польских шляхетских публицистов XVI в. // Культурные связи народов Восточной Европы в XVI в.: Проблемы взаимоотношений Польши, России, Украины, Белоруссии и Литвы в эпоху Возрождения. М., 1976.
- Русь и «русские» в историко-политической концепции Яна Длугоша // Славяне и их соседи: Этнопсихологические стереотипы в средние века. М., 1990.
- Самосознание польской народности в XV веке // Этническое самосознание славян в XV столетии. М., 1995. С. 38-77.
- Сведения о землевладениях русских дворян конца XVI - начала XVII века в материалах Литовской Метрики // Русский дипломатарий. Вып. 7. М., 2001. С. 403-414.
- Татарские послы на Констанцском соборе // Русское Средневековье: Источники. 2000 – 2001 г. М., 2002.
- Три письма о событиях Смуты // Архив русской истории. Вып. 3. М., 1993. С. 161-176.
- У истоков конфессионального раскола славянского мира (Древняя Русь и её западные соседи в XIII веке) // Из истории русской культуры. T. 1: Древняя Русь. Pед. А. Кошелев, В. Петрухин. Москва, 2000.